# Gynoxys monzonensis
Gynoxys monzonensis là một loài thực vật có hoa trong họ Cúc. Loài này được Mattf. mô tả khoa học đầu tiên năm 1921.